# Force Aérienne Rwandaise
La Force Aérienne Rwandaise, internazionalmente nota anche come Rwanda Air Force, è l'attuale aeronautica militare del Ruanda e, assieme all'esercito e alla riserva militare, parte integrante delle Forces rwandaises de défense, le forze armate dello stato dell'Africa Orientale.
Il quartier generale della Force Aérienne Rwandaise ha sede nella capitale Kigali.
L'aeronautica militare ruandese, oltre al primario compito nella difesa dello spazio aereo nazionale, offre supporto alle truppe di terra dell'esercito, inoltre collabora con le agenzie di polizia civile per la gestione dello spazio aereo.

## Storia

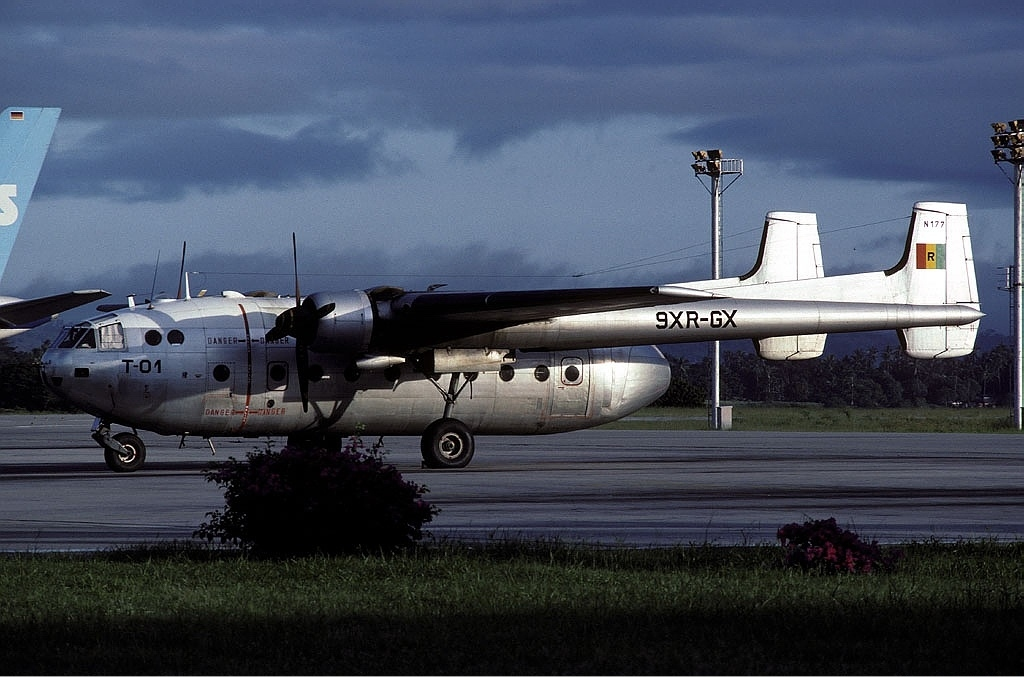
Un Nord 2501 Noratlas dell'aeronautica ruandese in sosta presso l'Aeroporto Internazionale Moi di Mombasa nel 1986.

Istituita nel 1962, dopo l'acquisizione dell'indipendenza del 1959 e il breve Regno del Ruanda, la forza aerea venne costituita grazie all'aiuto fornito dal Belgio, che dal 1919 al 1959 aveva mandato dalla Società delle Nazioni di gestirlo in amministrazione fiduciaria, con armamenti, mezzi e velivoli surplus che furono equipaggiamento delle guarnigioni della forza aerea belga (Force aérienne - Luchtmacht - Luftmacht) distaccate nella nazione africana.
L'aeronautica militare iniziò un periodo di ristrutturazione nei primi anni settanta acquisendo nuovi velivoli prima ad ala rotante e poi ad ala fissa. Nel 1972 la Force Aérienne Rwandaise acquisì sette elicotteri utility Sud-Aviation SA 316 Alouette III, ai quali si aggiunsero negli anni seguenti gli SA 342L Gazelle, quindi i bimotori da trasporto Britten-Norman Islander e Nord 2501 Noratlas, i SOCATA Guerrier, versione armata dei SOCATA Rallye, e gli Aermacchi AM.3, impiegati in missioni controguerriglia, e gli elicotteri utility Aérospatiale AS 350B Écureuil.
I reparti impiegati durante la guerra civile tra il 1990 e il 1993, decimarono il materiale bellico a disposizione dell'aeronautica, con la maggior parte dei velivoli distrutti a terra o durante operazioni militari, costringendo il ministero della difesa ruandese a ricostruire la struttura della forza aerea reintegrando il parco velivoli, ritornando all'operatività dal 1996.
Nel corso della sua storia la forza aerea ha collaborato, pur se in ruoli complementari, a operazioni di supporto a disastri ambientali, nelle missioni di ricerca e soccorso, nella lotta aerea antincendio, nel trasporto di personale VIP.

## Aeromobili in uso
Sezione aggiornata annualmente in base al World Air Force di Flightglobal del corrente anno. Tale dossier non contempla UAV, aerei da trasporto VIP ed eventuali incidenti accorsi durante l'anno della sua pubblicazione. Modifiche giornaliere o mensili che potrebbero portare a discordanze nel tipo di modelli in servizio e nel loro numero rispetto a WAF, vengono apportate in base a siti specializzati, periodici mensili e bimestrali. Tali modifiche vengono apportate onde rendere quanto più aggiornata la tabella.
| Aeromobile                  | Origine     | Tipo                          | Versione (denominazione locale) | In servizio (2024) | Note | Immagine |
| Aerei da trasporto          |             |                               |                                 |                    | |          |
| Diamond DA42                | Austria     | aereo da trasporto leggero    | DA42                            | 2                  | |          |
| Cessna 208 Grand Caravan    | Stati Uniti | aereo da trasporto leggero    | C-208EX                         | 2                  | 2 C-208EX Grand Caravan ordinati a giugno 2020, consegnati entro il 2022. |          |
| Elicotteri                  |             |                               |                                 |                    | |          |
| Mil Mi-8 Hip                | Russia      | elicottero da trasporto medio | Mi-8Mi-17                       | 186                | 18 Mi-8 in servizio al settembre 2024. 6 Mi-17 acquistati nel 2014-2015. |          |
| Mil Mi-24 Hind              | Russia      | elicottero d'attacco          | Mi-24Mi-35M                     | 74                 | 7 Mi-24 in servizio al settembre 2024. 4 Mi-35M ordinati nel 2019 e consegnati nel 2022. |          |
| Aérospatiale SA 342 Gazelle | Francia     | elicottero utility            | SA 342                          | 4                  | Ricevuti a partire dalla fine degli anni ottanta, 2 in servizio (un terzo utilizzato come fonte per parti di ricambio) al marzo 2022. 2 ulteriori SA 342 sono stati ricevuti Qatar Emiri Air Force e consegnati il 4 marzo 2022. |          |
| AgustaWestland AW109        | Italia      | elicottero da trasporto VIP   | A109                            | 1                  | 1 A109 consegnato ed utilizzato per il trasporto governativo. |          |
| AgustaWestland AW139        | Italia      | elicottero da trasporto VIP   | AW139                           | 1                  | 1 AW139 consegnato ed utilizzato per il trasporto governativo. |          |